# Pinus amamiana
Pinus amamiana (Сосна Амамі, або Якумімська) — вид сосни родини соснових.

## Опис
Ця сосна може зрости до висоти 25 м. Діаметр стовбура до 1 м. Хвоя зібрана у зв'язках по п'ять голок в пучку; молода кора дерева сірувата, гладка; гілки коричневі, голі; шишки довгасто-яйцеподібні з коричневими лусочками. Насіння завдовжки близько 12 мм, не мають крилець.

## Поширення
Родом із південної Японії, з островів Яку й Танегасіма, на південь від Кюсю. Також вирощується в деяких японських парках.

## Назви
| Англійською      | Японською      | Турецькою          |
| ---------------- | -------------- | ------------------ |
| Amami White Pine | ヤクタネゴヨウ | akuşima beyaz çamı |

### Японська назва
Це дерево називається японською як Amami-goyamatsu та іншими назвами: Amami-goyo, Yakutune-goyo. Справжній текст японською ヤクタネゴヨウ.

### Англійська назва
З англійської Amami White Pine перекладається як амамська біла сосна (Можливо помилка).